# Giovanni de Primis
Giovanni de Primis (né à Catane en Sicile, Italie, alors dans le royaume de Sicile et mort à Rome le 21 janvier 1449) est un cardinal italien du XVe siècle. Il est membre de l'ordre des bénédictins du Mont-Cassin.

## Biographie
Giovanni de Primis ne a Catane, fuit abbé de S. Giustina de Padoue et abbé de S. Paolo fuori le Mura. Pendant 15 ans il est définiteur de son ordre et est élu deux fois abbé général de sa congrégation.
Il est créé cardinal par le pape Eugène IV lors du consistoire du 17 décembre 1446. Le cardinal de Primis est nommé évêque de Catane en 1448 et il y fonde l’université. Il est aussi légat en Sicile.
Le cardinal de Primis participe au conclave de 1447 lors duquel Nicolas V est élu pape.
IL meurt à Rome le 21 janvier 1449.